# Chiesa di San Lorenzo (Usigliano)
La chiesa di San Lorenzo si trova a Usigliano, una frazione del comune di Casciana Terme Lari.

## Storia
Della chiesa si hanno notizie dal 1260, quando figura nel catalogo delle chiese della diocesi di Lucca.

## Descrizione
Il vecchio edificio romanico è oggi una cappella che affianca la parrocchiale, opera del XVIII secolo.
Su una lapide del 1312 posta (a ricordo di alcuni lavori di restauro) sull'architrave della porta d'ingresso della vecchia parrocchiale, oggi cappella laterale, si legge ancora oggi: "Si cor non orat, invanum lingua laborat". All'interno un'altra iscrizione ricordava la riconsacrazione da parte del vescovo di San Miniato, Francesco Maria Poggi, avvenuta nel 1707.